# Christina Maslach
Christina Maslachová (* 21. ledna 1946, San Francisco, USA) je americká psycholožka a profesorka psychologie na Kalifornské univerzitě v Berkeley. Je známa zejména svým výzkumem syndromu vyhoření.
Christina Maslachová získala doktorát z psychologie na Stanford University v roce 1971. V tomto roce také prosazovala zastavení kontroverzního Stanfordského vězeňského experimentu, vedeného psychologem Philipem Zimbardem. Zimbardo uvedl, že z více než 50 lidí, kteří byli s experimentem seznámeni, pouze ona zpochybnila jeho etičnost. Experiment tak byl předčasně ukončen již po šesti dnech namísto po dvou týdnech.
Christina byla již v té době Zimbardovou přítelkyní, později se stala jeho manželkou. Mají spolu dvě dcery.

## Model procesu vyhoření
Maslachová popsala čtyřfázový model procesu vyhoření (angl. burnout):
1. Idealismus, nadšení a s tím související přetěžování.
2. Vyčerpání emocionální i fyzické.
3. Dehumanizace ostatních jako obrana před vznikem burnout.
4. Konečné stadium: člověk se staví proti všemu a všem, syndrom se objeví v celé své pestrosti (vyhoření zdrojů energie, „sesypání se“).[1]

## Ocenění
- 1997 Professor of the Year Award
- 2008 Outstanding Teaching Award